# Landmaus und Stadtmaus auf Reisen
Landmaus und Stadtmaus auf Reisen ist eine Zeichentrickserie in deutsch, französischer und kanadischer Produktion, die zwischen 1996 und 1997 produziert wurde. Die Zeichentrickserie basiert auf dem 1994 von Random House veröffentlichten Buch Die Landmaus und die Stadtmaus: Weihnachten ist, wo das Herz ist. Das Buch selbst basiert auf einem animierten Fernsehspecial für HBO, das am 8. Dezember 1993 ausgestrahlt wurde.

## Handlung
Emily ist eine auf dem Land lebende Landmaus, während ihr Cousin Alexander in der Stadt großgeworden ist. Daher unterscheiden sie sich auch in ihrer Einstellung. So ist Emily eher der praktische Typ, während sich Alexander sehr kultiviert gibt. Beide sind freundlich und unerschrockene Reisende, die ihre Freunde und Verwandten besuchen, die sich quer um den Globus verteilt befinden. Dabei benutzen sie unterschiedliche Transportmittel und stoßen immer wieder auf neue Abenteuer.

## Produktion und Veröffentlichung
Die Serie entstand in deutscher, französischer und kanadischer Produktion und wurde zwischen 1996 und 1997 produziert. Dabei sind 2 Staffeln mit 52 Folgen entstanden. Regie führte Marcos da Silva. Am Drehbuch beteiligten sich Christophe Izard, Thomas LaPierre und Bruce Robb. Für die Musik war James Gelfand verantwortlich.
Die deutsche Erstausstrahlung fand am 6. Februar 1998 auf KiKA statt. Spätere Ausstrahlungen fanden auch auf ZDF, Bibel TV, Junior, ORF eins, SRF 1, SRF zwei und Premiere Austria statt.

## Episodenliste

### Staffel 1
| Nr. | Titel                               | Erstausstrahlung |
| 1   | Die bärtige Mona Lisa               | 6. Februar 1998  |
| 2   | Der gestohlene Diamant              | 9. Februar 1998  |
| 3   | Münchner Strauss-Maus               | 10. Februar 1998 |
| 4   | London – Paris in fliegenden Kisten | 11. Februar 1998 |
| 5   | Das Beben in Frisco                 | 12. Februar 1998 |
| 6   | Abenteuer im Dschungel              | 13. Februar 1998 |
| 7   | Minotaurus auf Kreta                | 16. Februar 1998 |
| 8   | Ein Geist im Orientexpress          | 17. Februar 1998 |
| 9   | Schweizer Schokoladenmäuse          | 18. Februar 1998 |
| 10  | Polarmäuse auf Eis                  | 19. Februar 1998 |
| 11  | Yetisuche in Tibet                  | 20. Februar 1998 |
| 12  | Der mexikanische Schatz             | 23. Februar 1998 |
| 13  | Kaiserliche Mäuse in China          | 24. Februar 1998 |
| 14  | Der Mäusekimono                     | 25. Februar 1998 |
| 15  | Die Kosakenmaus Iwan                | 26. Februar 1998 |
| 16  | Theater in New York                 | 27. Februar 1998 |
| 17  | Abenteuer in den Outbacks           | 2. März 1998     |
| 18  | Die fliegenden Silberwale           | 3. März 1998     |
| 19  | Der Schatz des Mäusepharaos         | 4. März 1998     |
| 20  | Gespensterjagd am Loch Ness         | 5. März 1998     |
| 21  | Piratenschätze auf Galapagos        | 6. März 1998     |
| 22  | Safari-Sue und die Diamanten        | 9. März 1998     |
| 23  | Die verlorene Oase                  | 10. März 1998    |
| 24  | Mäuse im Goldrausch                 | 11. März 1998    |
| 25  | Die Rettung der Rentiere            | 12. März 1998    |
| 26  | Die Mäusematadore                   | 13. März 1998    |

### Staffel 2
| Nr. | Titel                         | Erstausstrahlung  |
| 27  | Tour de Maus                  | 17. Dezember 1999 |
| 28  | Ballett Mauski                | 21. Dezember 1999 |
| 29  | Tempel der Mausgöttin         | 22. Dezember 1999 |
| 30  | Pizza Margherita              | 23. Dezember 1999 |
| 31  | Dschungelmäuse                | 24. Dezember 1999 |
| 32  | Mäuse ahoi!                   | 28. Dezember 1999 |
| 33  | Morse Mäuse                   | 29. Dezember 1999 |
| 34  | Kino-Mäuse                    | 30. Dezember 1999 |
| 35  | Sherlock Maus                 | 4. Januar 2000    |
| 36  | Tanzmäuse auf Bali            | 5. Januar 2000    |
| 37  | Panama-Mäuse                  | 6. Januar 2000    |
| 38  | Die Maus Rangers              | 7. Januar 2000    |
| 39  | Wild West Mäuse               | 11. Januar 2000   |
| 40  | Mäuse im Weißen Haus          | 12. Januar 2000   |
| 41  | Entfesselungsmäuse            | 13. Januar 2000   |
| 42  | Mäuse im Käseland             | 14. Januar 2000   |
| 43  | Erdnussbutter-Mäuse           | 18. Januar 2000   |
| 44  | Hongkong-Mäuse                | 19. Januar 2000   |
| 45  | Flugzeug-Mäuse                | 20. Januar 2000   |
| 46  | Thailand-Mäuse                | 21. Januar 2000   |
| 47  | Gleiches Recht für alle Mäuse | 25. Januar 2000   |
| 48  | Kobolde und Mäuse in Irland   | 26. Januar 2000   |
| 49  | Teddybär-Mäuse                | 27. Januar 2000   |
| 50  | Mäuseolympiade                | 28. Januar 2000   |
| 51  | Nordpol-Mäuse                 | 1. Februar 2000   |
| 52  | Mauskerade in Trinidad        | 2. Februar 2000   |